# Западни Сулавеси
Западни Сулавеси (инд. Sulawesi Barat), једна је од 34 провинције Индонезије. Провинција се налази на острву Сулавеси у источном делу Индонезије. Покрива укупну површину од 16.787 km² и има 1.158.651становника (2010).
Главни и највећи град је Мамуџу.

## Демографија
| 2010.     |
| --------- |
| 1,158,651 |

## Галерија
- Становници Западног Сулавесија из колонијалног времена